# Grecia de la Paz
Grecia De la Paz (Acapulco, Guerrero, 2 de mayo de 1994) es una actriz de cine y televisión, y bailarina mexicana.

## Biografía
Grecia nació en Acapulco, México y es hija de padres mexicanos Cruz Castillo Rodríguez y Lucero De la Paz Pérez. Se mudó a la Ciudad de México en 2014 para dedicarse profesionalmente a las artes escénicas y la mercadotecnia. Estudió en El Set, La Casa del Teatro y la Universidad ISEC.
En 2018, Grecia se mudó a Londres, Reino Unido, donde es residente. Estudió en la University of the Arts London una Licenciatura en Actuación y Teatro, y entrena con la compañía teatral londinense Saffron Acting Studios. También es bailarina especializada en bailes urbanos, hip hop y ritmos latinos.

## Filmografía

### Cine
| Año  | Título              | Personaje      |
| ---- | ------------------- | -------------- |
| 2020 | Cielo de medianoche | María          |
| 2021 | Cruella             | Miss Venezuela |
| 2024 | Wicked: Parte uno   | Gilligan       |

### Televisión
| Año  | Título         | Personaje      |
| ---- | -------------- | -------------- |
| 2023 | La diplomática | Robin Gregston |

### Equipos adicionales
| Año  | Título                                       | Personaje              |
| ---- | -------------------------------------------- | ---------------------- |
| 2022 | Doctor Strange en el multiverso de la locura | Doble de Xochitl Gomez |
| 2023 | Barbie                                       | Suplente               |